# Ašina Miše
Ašina Miše (kitajsko 阿史那彌射) je bil marionetni turški kagan, ki ga je na oblast na zahodnih turških ozemljih postavil cesar Gaozong iz dinastije Tang, * ni znano, † 662. 
Ašina kagan je bil verjetno ista oseba kot Duolu kagan.

## Zgodnje življenje
Pred letom 632 je bil bagatur jabgu (kitajsko 莫賀咄葉護, pinjin Mòhèduō Jèhù). Leta 632 je dinastija Tang k njemu poslala uradnika Liu Šanjina (刘善因), da ga poviša v kagana (奚利邲咄陆可汗).
Ašina Miše je bil v slabih odnosih s svojim starejšim bratrancem Ašina Budženom, ki mu je hotel prevzeti Ašina Mišejevo ozemlje in ljudi. Da bi se izognil njegovil spletkam, se je Ašina Miše leta 639 s svojima podrejenima plemenoma Čujue in Čume podredil Tangu. Kmalu zatem je postal general in sodeloval v vojni Tangov s Korejo leta 645, za kar mu je Taizong podelil naslov grofa Pjongjanga (平壤县伯). 

## Kasnejše življenje
Po Su Dingfangovi osvojitvi Zahodnega turškega kaganata je bil ustanovljen položaj šingšivang kagana (kitajsko 興昔亡可汗, dobesedno kagan, zaradi katerega padli vstanejo). Generalni protektorat za pomiritev Zahoda je bil razpolovljen. Ašina Mišeju so bili za nagrado dodeljeni protektorat Kunling in dulujska plemena.
Leta 662 je cesar Gaozong poslal generala Su Haidženga (蘇海政), da napade Čiuzija in ukazal Ašina Mišeju in Ašina Budženu, naj mu pomagata. Ašina Mišejev rival Ašina Budžen je lažno obvestil Suja, da se namerava Ašina Miše upreti in napasti Tangovo vojsko. Su ga je počakal v zasedi in ubil njega in njegove glavne pomočnike. Poglavar Šuniši Čupan (鼠尼施處半啜) in vodja Basaigan Tong Išbara (拔塞幹暾沙鉢俟斤), jezna zaradi Aina Miševe smrti, sta se odvrnila od Tanga in se raje podredila Tibetanskemu cesarstvu. Ko je Ašina Budžen kasneje istega leta umrl, se je vpliv Tanga v regiji močno zmanjšal. 

## Družina
Imel je najmanj tri sinove.  
- Ašina Juančing,  od leta 685 do 692 šingšivang kagan.
- Ašina Babu, podložen Tibetanskemu cesarstvu, nato se je pridružil Ašina Tuiziju.[4]
- Ašina Poluo, podložen Tibetanskemu cesarstvu, nato se je pridružil Ašina Tuiziju.[4]